# Región de Kassel
La Región de Kassel (en alemán: Regierungsbezirk Kassel) es una de las tres Regierungsbezirken (regiones administrativas) en el estado federado de Hesse (Alemania). El territorio de la región se encuentra ubicado al norte del estado federado de Hesse, se trata de la región más septentrional de las otras dos de Hesse: Regierungsbezirk Gießen y la Región de Darmstadt.

## Historia
La Regierungsbezirk Kassel se creó administrativamente en el año 1945 como parte del estado federal de Hesse (tras las otras regiones Darmstadt y Wiesbaden). 

## Composición de la región

### Distritos
(desde el norte al sur)
- Kassel
- Werra-Meißner
- Waldeck-Frankenberg
- Schwalm-Eder
- Hersfeld-Rotenburg
- Fulda

### Ciudades independientes
- Kassel